# Tötungsdelikt Alexandra Mezher
Alexandra Mezher war eine 22-jährige schwedische Sozialarbeiterin, die am 25. Januar 2016 in einer Flüchtlingsunterkunft von einem somalischen Asylbewerber bei einem Angriff mit dem Messer verletzt wurde und einige Stunden später in einem Krankenhaus starb. Mezher war die Tochter von christlichen Flüchtlingen aus dem Libanon Anfang der 1990er-Jahre. Mezher arbeitete als Helferin in einem als Flüchtlingsunterkunft umfunktionierten Hotel in Mölndal, nahe Göteborg. In der Unterkunft werden unbegleitete minderjährige Flüchtlinge betreut.

## Täter und Tat
Beim Täter handelte es sich um Khaliif N. aus Somalia. Khaliif N. war im Sommer 2015 als Flüchtling nach Schweden gekommen. Mit einem Messer wollte er am 25. Januar einen anderen Flüchtling angreifen. Alexandra Mezher, zu diesem Zeitpunkt die einzige Betreuungsperson während der Nachtschicht, wollte diesen Angriff verhindern und wurde selbst angegriffen. Sie wurde dreimal vom Messer getroffen. Dabei wurden Adern im Oberschenkel getroffen, was zu starkem Blutverlust führte. Mezher floh in ein anderes Zimmer. Zwei andere Flüchtlinge konnten Khaliif N. überwältigen und bis zum Eintreffen der Polizei festhalten. Khaliif N. wurde in eine psychiatrische Klinik in Göteborg gebracht. Nach eigenen Angaben war Khaliif N. 15 Jahre alt. Die schwedischen Behörden prüfen seine Altersangabe, da sie ein Alter von 16 bis 20 Jahre annehmen. Eine medizinische Untersuchung ergab später, dass der Täter mindestens 18 Jahre alt war.
Im Mai 2016 wurde der Angreifer wegen Mordes an Mezher und versuchten Mordes an einem anderen Bewohner im Asylzentrum angeklagt. Der Prozess gegen den Täter begann am 1. Juni 2016. Am 8. August 2016 wurde der Täter Khaliif N. vom Amtsgericht Göteborg wegen schwerer Körperverletzung zu einer psychiatrischen Behandlung verurteilt, da er an einer schweren psychischen Krankheit leidet. Danach sollte er für zehn Jahre aus Schweden ausgewiesen werden. Der Familie des Opfers soll er fast 300.000 schwedische Kronen Schadenersatz zahlen.
Nach Berufung stellte das Oberlandesgericht fest, dass der Angeklagte zum Tatzeitpunkt wahrscheinlich mindestens 20 Jahre alt war und entschied im Oktober 2016, dass die Verurteilung zur psychiatrischen Behandlung aufrecht bleibt und verlängerte die Dauer der Ausweisung aus Schweden um fünf Jahre bis 2031. Der Oberste Gerichtshof lehnte im Dezember 2016 eine Neuaufnahme des Falles ab.

## Reaktionen
Der schwedische Ministerpräsident Stefan Löfven äußerte die Sorge vieler Schweden, dass sich solche Attacken wiederholen könnten.
Nach Jonas Hinnfors, einem Politik-Professor der Universität Göteborg, zeige Löfvens Entscheidung, an den Tatort nach Mölndal zu eilen, die schwierige Situation, der die Regierung gegenüberstehe. Dem Ministerpräsidenten wurde von der Presse vorgeworfen, die Herausforderungen beschönigt zu haben. Am Tatort sagte Ministerpräsident Stefan Löfven „Es gibt keine einfachen Lösungen“, was die liberale und auflagenstärkste Zeitung Schwedens Dagens Nyheter mit den Worten „Löfven hat nichts zu sagen“ kommentierte. Einige Tage später kündigte die Regierung an, abgelehnte Asylbewerber strikter abzuschieben. Allein für 2015 waren 60.000 abgelehnte Asylbewerber von dieser Entscheidung betroffen.
Die Vorsitzende der Polizeigewerkschaft sagte, es sei klar geworden, dass die Situation „komplett unhaltbar“ geworden sei.
Alexandra Mezhers Familie machte schwedische Politiker für deren Tod verantwortlich.
Vier Tage nach der Tat kam es in Stockholm zu einer Hetzjagd auf Flüchtlinge. Fünfzig bis hundert maskierte Angreifer jagten Flüchtlinge durch die Straßen. Die Polizei konnte die Verfolger schnell abwehren.
Verschiedene Medien konstatierten wachsende Spannungen. Die Washington Post sah in der ‚Gutes tun wollenden‘ Alexandra Mezher das Gesicht eines idyllischen Schweden, deren Tod das Bild des skandinavischen Landes, das bereits unter dem Druck des Zustroms von Flüchtlingen stehe, zu zerbrechen drohe. Die Welt schrieb, dass der Tod von Mezher ‚die Emotionen hochkochen‘ lässt. Laut The Guardian rückte die Sicherheit in überbelegten Flüchtlings-Unterkünften nach dem Fall in den Fokus.
Der Tod Mezhers steht im Kontext von zunehmen Problemen mit Kriminalität von Flüchtlingen in Schweden. In Schweden haben Gewalttaten von Flüchtlingen von 148 Fällen im Jahr 2014 auf 322 Fälle im Jahr 2015 zugenommen. Dabei fand insbesondere das Erstechen von zwei Personen in einem Ikea-Geschäft nahe Stockholm am 10. August 2015 durch einen abgelehnten Asylbewerber aus Eritrea große Beachtung. Auch die sexuelle Belästigung von Frauen auf  Musikfestivals in Stockholm und zu Silvester in Malmö geriet ins Blickfeld. Die Polizeiführung hatte sexuelle Übergriffe bei Musikfestivals durch Flüchtlinge vertuscht.